# Си Ел
Челин И (на корейски: 이채린; коригирана романизация на корейския език: Lee chae-lin), известна с псевдонима Си Ел (на английски: CL), е южнокорейска певица, танцьорка, автор на песни и рапър. Челин добива популярност като член на групата 2NE1 (2009 – 2016). През 2013 прави своя солов дебют със сингъла „The Baddest Female“, година по-късно записва песента „MTBD“, част от вторият и последен албум на 2NE1, а през октомври 2014 обявява, че подготвя американски албум със Скутър Браун като неин мениджър. През 2015 и 2016 реализира няколко песни и колаборации, но дебютния ѝ албум все още се очаква.

## Биография

### 1991 – 2008: Ранен живот и начало на кариерата
Челин И е родена в Сеул, Южна Корея на 26 февруари 1991 като по-голямата от общо две дъщери в семейството. Баща ѝ е професор по физика, което води до израстването на Челин във Париж, Цукуба и Токио. Насърчавана от баща си, тя слуша различна по жанр музика и мечтае да стане певица. По време на основното си образование праща демо записи в YG, но не получава отговор, затова решава да замине отново за Париж този път сама. След две години се връща в Сеул, където изчаква директорът на компанията, за да му даде лично демото си. Приета в компанията тя започва да се обучава като първото ѝ участие е в песента „Intro (Hot Issue)“ на Биг Бенг, а по-късно дебютира заедно с останалите артисти от компанията.

### 2009 – 2014: 2NE1 и солов дебют
За женска група от YG Entertainment се говори от 2004 година. След петгодишно подбиране и трениране на състав, финалните членове на групата са Челин И, Бом Пак, Сандара Пак и Минджи Гонг. Челин дебютира под псевдонима Си Ел като лидер и главен рапър на 2NE1. Групата прави дебюта си с песента „Fire“, която излиза през май 2009 година. Сингълът постига огромен успех, а няколко месеца по-късно пуснатия „I Don't Care“ става още по-голям, затвърждавайки бързо групата като една от най-популярните в Корея. Година по-късно 2NE1 групата издава първия си студиен албум „To anyone“, който става седмия най-продаван албум за 2010.. През следващите години 2NE1 издават миниалбум и сингли, които завладяват кей поп сцената с хитовете „Lonely“, „I Am the Best“ (내가 제일 잘 나가), „I Love You“, „Falling in Love“ и други. През 2014 групата пуска вторият и последния си студиен албум „Crush“. В албума Си Ел за първи път пише песни за групата. Тя е отговорна за текстовете на „Crush“, If I Were You" (살아 봤으면 해), „Scream“ и „Baby I Miss You“. Също така заедно с Теди Пак пишат текста към соловата ѝ песен „MTBD“ (멘붕). През април 2016 Минзи напуска групата, а през ноември групата официално обявява разпадането си.
През 2009 г., заедно с Джи-Драгън и Теди, който пише много от песните на 2NE1, записват песента „The Leaders“, а по-късно Си Ел участва в първия сингъл на Пак Сандара „Kiss“.
През 2012 г., си партнира с рапъра Ким Джин-пьо за реклама на „All Originals Make Moves“ от Adidas. По рекламата се реализират два видеоклипа, като двамата пеят самостоятелно в двете версии на рекламата.
На 28 май 2013 г. излиза първата самостоятелна песен на Си Ел – „The Baddest Female“ („Най-лошата жена“), която оглавява основните класации в Южна Корея, а видеоклипът събира 1 милион гледания за по-малко от 24 часа. През 2014 г. излиза и вторият сингъл на Си Ел, озаглавен MTBD (Mental break down), включен във втория студиен албум на групата. Песента се продава около половин милион копия. През същата година Си Ел участва и в песента на американския DJ Скрилекс „Dirty Vibe“ 
На първи ноември 2014 г. Скутър Браун, обявява, че заедно със Си Ел ще работят по амерканския ѝ дебют. Първият проект, в който Си Ел заедно с колегата си Джи-Драгън участват, е клипът към по-рано записана песен на Скрилекс – „Dirty Vibe“. Видеото излиза през декември 2014.
Според вота на гласуващите в класацията за личност на 2014 г., съставена от читателите на списание „Time“, Си Ел заема 2-ро място, отстъпвайки само на заелия първото място Владимир Путин. В официалния списък, излязъл няколко дни по-късно, певицата не е включена, като списанието обяснява това със „скрининг-процеса“ (целенасочения подбор), извършван от редакторите.

### 2015– Очакван американски албум
През април 2015 г. „Mad Decent Block Party“ реализира списък с хората, които ще бъдат на партито, като Си Ел ще бъде на сцената в Лос Анджелис на 19 септември. Същият ден в интервю за iheart Radio Дипло казва, че Си Ел ще участва в песента му „Dr. Pepper“ 
На 21 ноември 2015 излиза денс версията на песента ѝ „Hello Bitches“, с която феновете предполагат, че тя дебютира в Америка, но няколко дни по-късно Янг Хьо-сок съобщава, че „Lifted“ ще бъде реализиран по-късно. На 19 август 2016 излиза сингъла „Lifted“, с който прави дебюта си на американската сцена. 

## Имидж
С издаването на сингъла „The Baddest Female“, Си Ел започва да изгражда имидж на „най-лошата“ и създава образ със силно сценично присъствие. В интервю за Vogue споделя за разликата между Си Ел и Черин: „Аз съм напълно студена и топла и се променям от ангел до дявол. Това са просто Си Ел и Черин, те са напълно различни, но и двете са мен.“

## Влияния
За влияния върху кариерата си, Си Ел посочва Теди Пак, който пише по-голямата част от музиката на 2NE1, също както и Лорин Хил и Мадона.

## Дискография
За кариерата на Си Ел като член на 2NE1, вижте Дискография на 2NE1

### Сингли
| „Hot Issue“ (Биг Бенг и Си Ел)                   | 2007 | Hot Issue      | –        | –  | –  |
| „DJ“ (Ем Чонг-хуа и Си Ел)                       | 2008 | D.I.S.C.O      | –        | –  | –  |
| „What“ (YMGA, YG Family и DJ Wreckx)             | 2008 | –              | –        | –  | –  |
| „Please Don't Go“ (Минзи и Си Ел)                | 2009 | To Anyone      | –        | 6  | –  |
| „The Leaders“ (Джи-Драгън, Си Ел и Теди Пак)     | 2009 | –              | –        | 38 | –  |
| „Kiss“ (Пак Сандара и Си Ел)                     | 2009 | To Anyone      | –        | 5  | –  |
| „The Baddest Female“ (나쁜 기집애)               | 2013 | –              | 525 297+ | 4  | –  |
| „MTBD“ (멘붕)                                    | 2014 | Crush          | 647 690+ | 6  | –  |
| „Daddy“ (Сай и Си Ел)                            | 2015 | Chiljip Psy-da | 951 764+ | 6  | –  |
| Американски                                      |      |                |          |    |    |
| „Dirty Vibe“ (Skrillex, Джи-Драгъни Си Ел)       | 2014 | Recess         | –        | –  | 15 |
| „Dr. Pepper“ (Дипло, Си Ел, Riff Raff и OG Maco) | 2015 | –              | –        | –  | –  |
| „Hello Bitches“                                  | 2015 | –              | –        | 21 | –  |
| „Lifted“                                         | 2016 | –              | –        | –  | 94 |

## Филмография

### Музикални видеа
| Заглавие                                           | Година | Ютюб |
| -------------------------------------------------- | ------ | ---- |
| „The Baddest Female“                               | 2013   |      |
| „Hangover“ (Сай, кратко участие)                   | 2014   |      |
| „Dirty Vibe“ (Скрилекс, Дипло, Си Ел и Джи-Драгън) | 2014   |      |
| „Dr. Pepper“ (Дипло, Си Ел, Riff Raff и OG Maco)   | 2015   |      |
| „Hello Bitches“ (dance performance video)          | 2015   |      |
| „Daddy“ (Сай и Си Ел)                              | 2015   |      |
| „Lifted“                                           | 2016   |      |

## Турнета
- Hello Bitches Tour 2016

## Награди
| Година | Категория                 | Награда                        | Работа               | Резултат   |
| ------ | ------------------------- | ------------------------------ | -------------------- | ---------- |
| 2013   | Награда за стил           | „Mnet 20's Choice Awards“      | —                    | Спечелена  |
| 2013   | Най-добър танц-жена       | „15th Mnet Asian Music Awards“ | „The Baddest Female“ | Спечелена  |
| 2013   | Песен на годината         | „15th Mnet Asian Music Awards“ | „The Baddest Female“ | Номинирана |
| 2013   | Най-гореща звезда за 2013 | „MYX Philippines“              | —                    | Спечелена  |
| 2013   | Най-добра певица          | „SBS MTV Best of the Best“     | —                    | Номинирана |
| 2013   | Най-добра певица          | „Eat Your Kimchi Awards“       | —                    | Номинирана |
| 2013   | Най-гореща певица         | „Philippines Kpop Convention“  | —                    | Спечелена  |
| 2013   | Най-добра певица          | „Allkpop Awards“               | —                    | Номинирана |
| 2014   | Бонсанг                   | „23rd Seoul Music Awards“      | „The Baddest Female“ | Номинирана |
| 2014   | Награда за популярност    | „23rd Seoul Music Awards“      | „The Baddest Female“ | Номинирана |
| 2014   | Най-добра корейска звезда | „2nd YinYueTai V-Chart Awards“ | —                    | Спечелена  |
| 2014   | Топ корейски звезди       | „7th Style Icon Awards“        | —                    | Номинирана |